# Aux Dames de France
Aux Dames de France was een warenhuisketen die aan het einde van 19e eeuw werd opgericht en zich in de 20e eeuw ontwikkelde tot een netwerk met filialen in grote en middelgrote Franse steden.
De naam verdween in het laatste kwart van de 20e eeuw. De ontwikkeling van de warenhuisketen ging regelmatig gepaard met de bouw van op maat gemaakte gebouwen met hoogstaande technieken  en decoratieve keuzes die typerend zijn voor hun tijd.

## Geschiedenis
De warenhuisketen Aux Dames de France werd in 1898 opgericht door de gebroeders Gustave, Alfred en Adolphe Gompel, die het bedrijf Gompel et Cie. omvormden en daarmee het bedrijf oprichtten met de naam Paris-France. Bij de oprichting gaf de nieuwe vennootschap, waarvan het hoofdkantoor was gevestigd aan de Rue Sainte-Cathérine in Bordeaux, 35 000 aandelen van 100 frank elk uit, die het kapitaal van 3,5 miljoen frank vormden. Het nieuwe bedrijf, dat ontstaan was uit Gompel et Cie, ontwikkelde zich goed in Zuid-Frankrijk. Na de fusie met Kauffmann et Auscher die in Bretagne waren gevestigd ontwikkelde het zich vervolgens over heel Frankrijk. Het bedrijf Paris-France werd in 1985 gekocht door de groep Galeries Lafayette en de nog bestaande winkels werden geïntegreerd in de keten.
Het hoofdkantoor van het bedrijf aan de Boulevard Voltaire 137 in Parijs, werd in 1929 ontworpen door Roger Gompel (1873-1976, zoon van Adolphe Gompel) en Robert Mallet-Stevens.
Een archief over de jaren 1899 tot 1962 van het bedrijf Paris-France, bestaande uit boekhoudkundige documenten (dagboeken en grootboeken) wordt bewaard in het Archives nationales du monde du travail onder het symbool 194 AQ.

## Gebouwen
Er waren Aux Dames de France- winkels in verschillende steden in Frankrijk en de naam van het warenhuis is nog steeds zichtbaar op sommige gebouwen. Sommige van deze panden zijn beschermd als historisch monument.

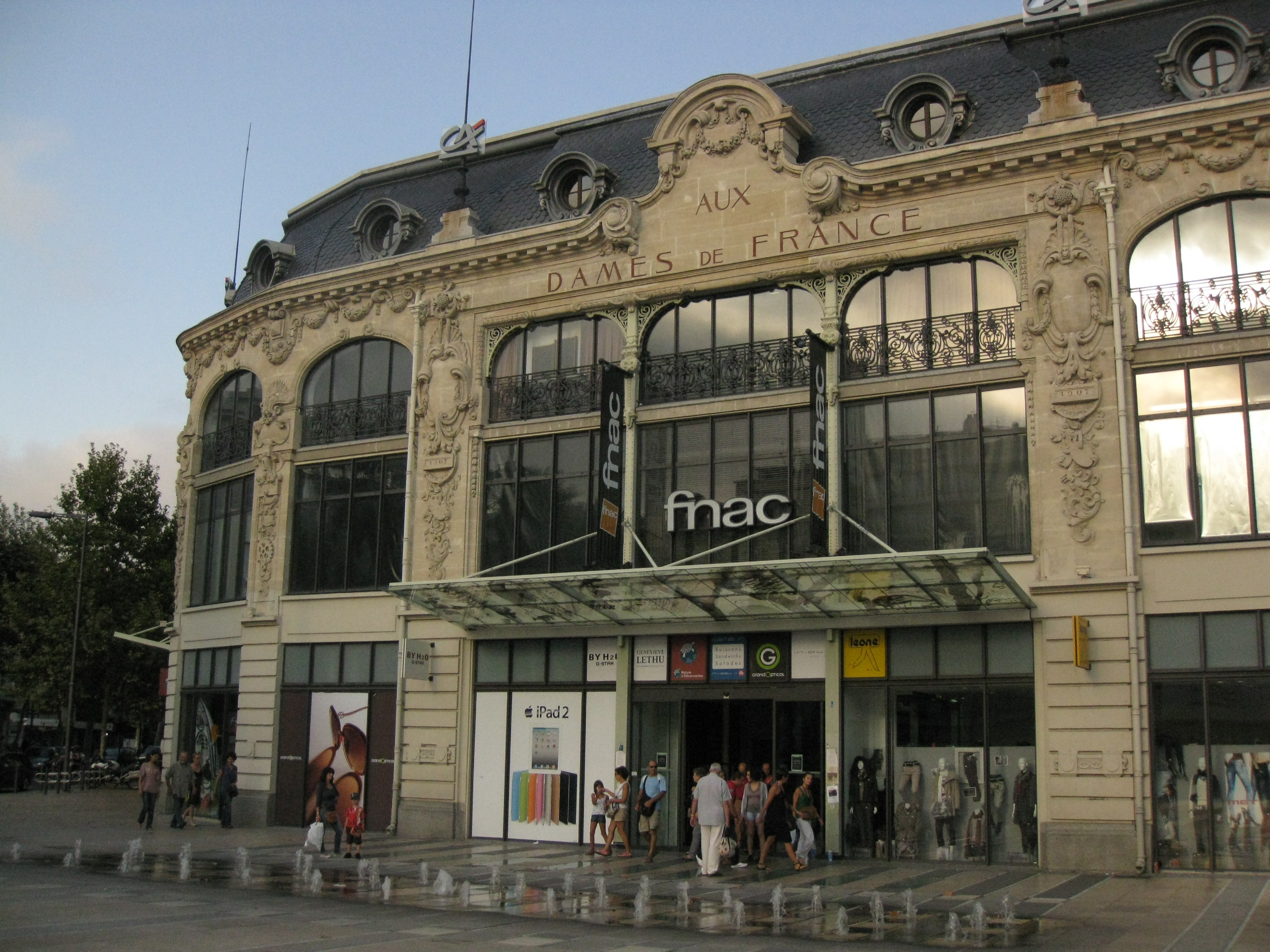
De oude winkel van Perpignan
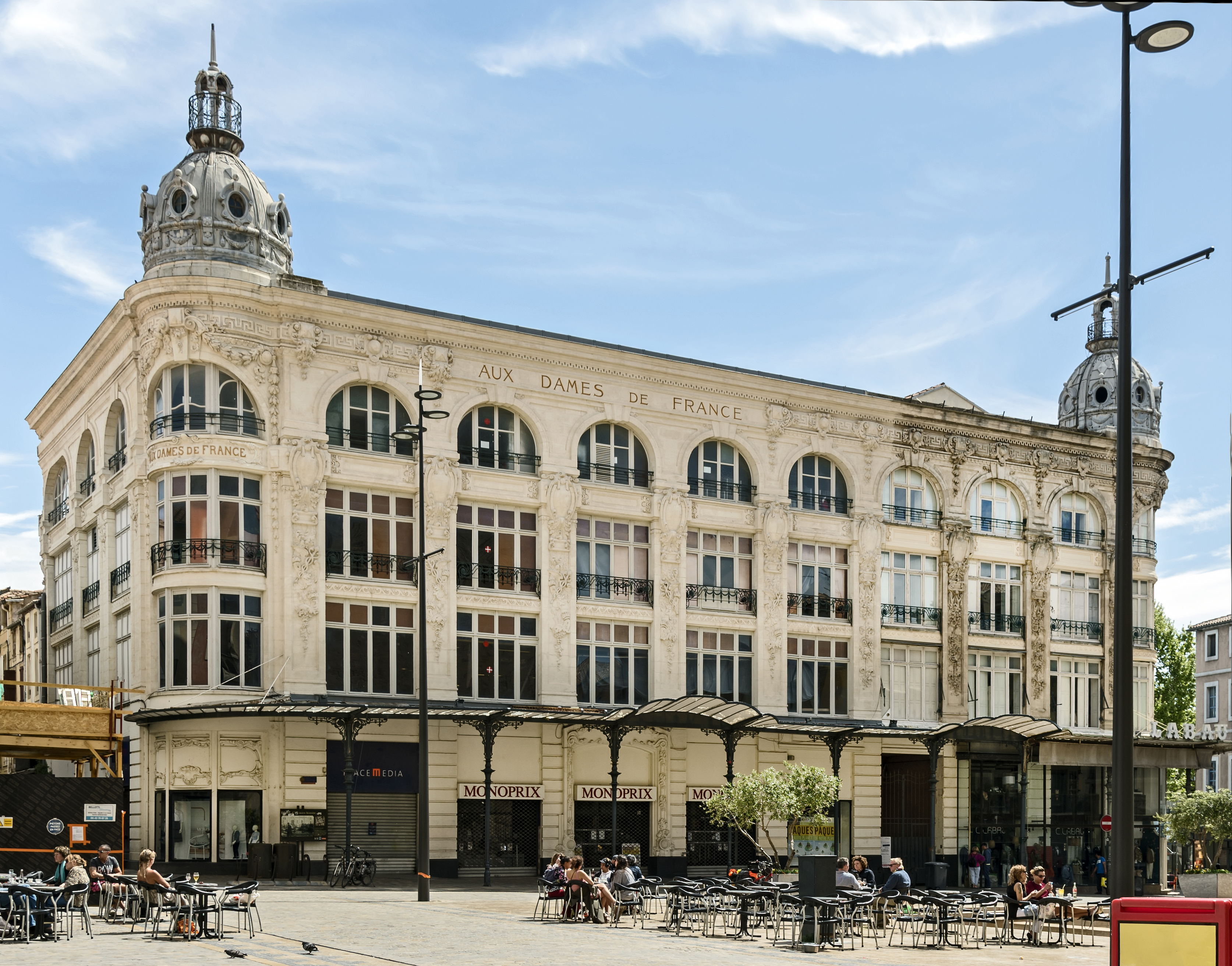
De oude Narbonne-winkel
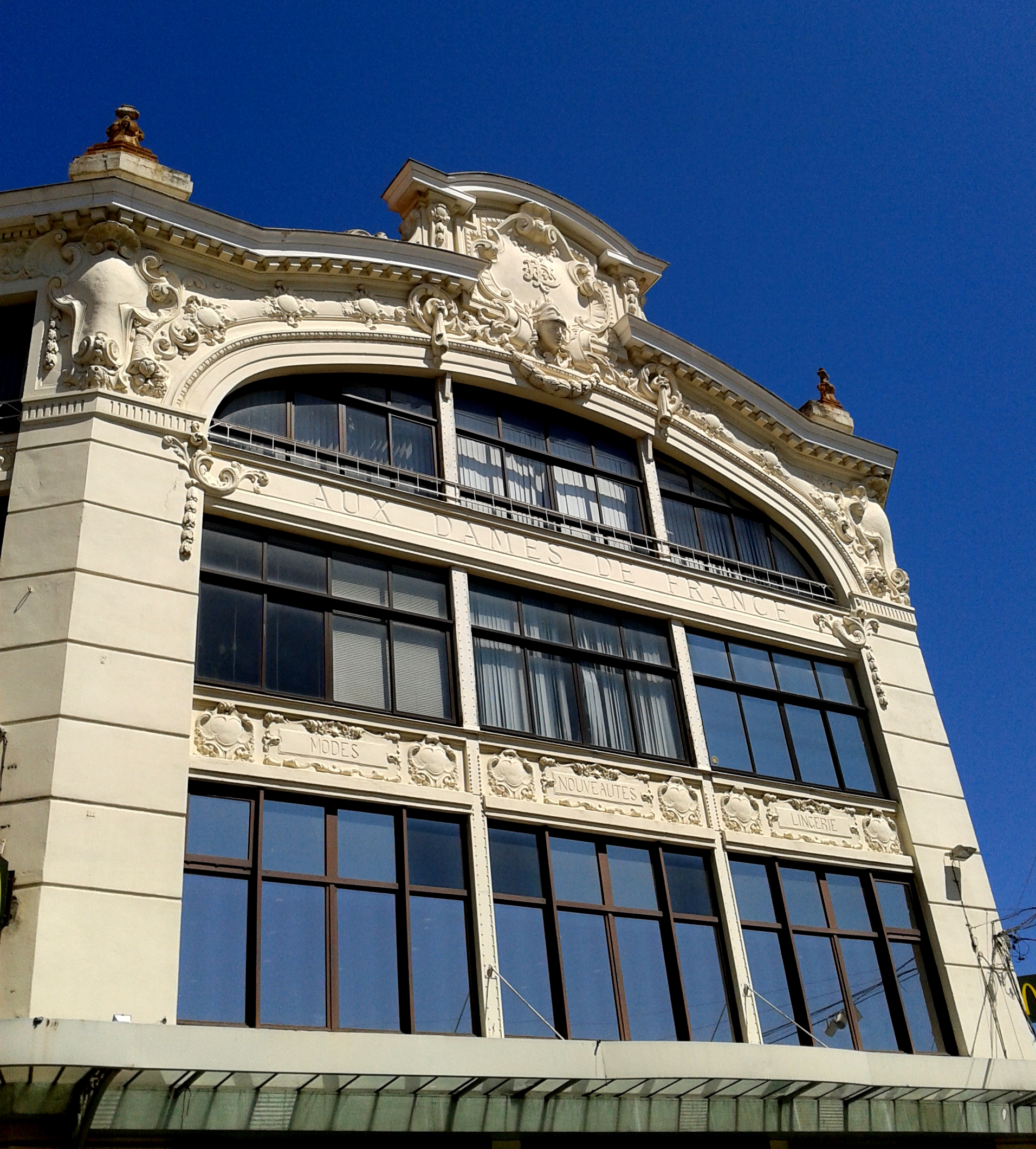
De oude winkel van Hyères
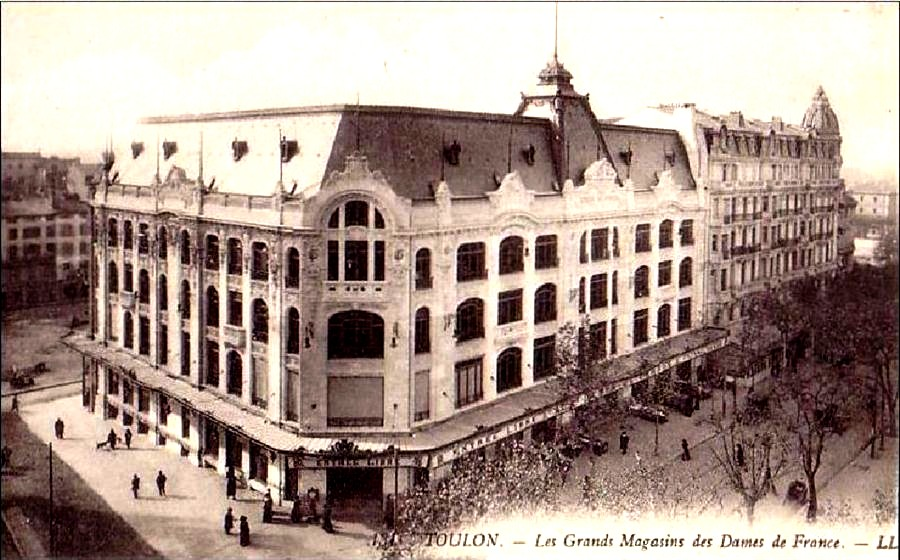
De oude winkel van Toulon (verwoest in maart 1944)
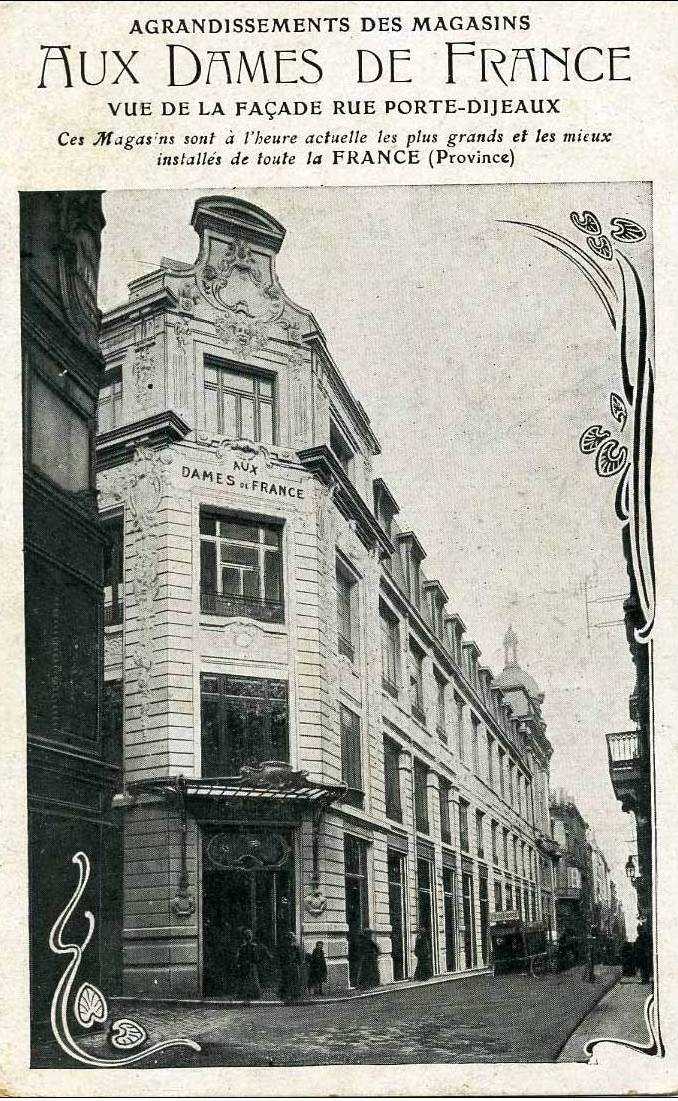
Bijgebouw, rue Porte-Dijeaux in Bordeaux

## Filialen
Het warenhuis had filialen in de volgende steden:
- Agen (1908)
- Angers (geopend in 1906)
- Alès
- Annecy
- Avignon
- Bayonne, Rue Thiers
- Bordeaux, Rue Sainte Catherine
- Bourges (geopend in 1905)
- Brest, Place de la Liberté
- Brignoles
- Bourg-en-Bresse
- Cannes
- Castres
- Cavaillon
- Chambéry
- Cognac
- Digne
- Douai
- Granville, Rue Couraye
- Grenoble, Grande rue
- Guingamp
- Hyères [1]
- La Rochelle (gebouwd in 1930)
- Le Mans (gebouwd in 1925)
- Libourne
- Limoges
- Lisieux, Rue Henri-Chéron (herbouwd in 1954)
- Lyon
- Marseille
- Menton
- Monaco, Rue Albert Premier
- Montpellier, Place Alexandre Laissac
- Narbonne
- Nantes
- Nevers
- Nîmes
- Onival-sur-Mer
- Paris
- Périgueux
- Perpignan (gebouwd in 1906, geopend in 1908)
- Quimper
- Rennes, Rue Nationale
- Roanne
- Rodez
- Saint-Brieuc
- Toulon
- Toulouse
- Tours;
- Valence
- Vierzon